# Amélie Guillot-Saguez
Pour les articles homonymes, voir Saguez et Guillot.
Ne doit pas être confondu avec Laure Albin-Guillot ou Madame Gelot-Sandoz.
Amélie Guillot-Saguez, née Amélie Esther Saguez à Paris le 8 novembre 1810 et morte le 7 mars 1864 à Chéraga (Algérie), est une artiste peintre et une photographe française.
Elle est l'une des premières femmes photographes à avoir possédé un atelier de daguerréotypiste à son nom. Son mari, Jacques-Michel Guillot-Saguez est, par son implication à ses côtés, indissociable de sa carrière de photographe.

## Biographie

### Famille
Amélie Esther Saguez est née en 1810 à Paris, fille de Jean-Baptiste Saguez et de Félicité Charlotte (dite Laure) Rémy, son épouse,. Elle a une sœur, Laure Caroline Antonia, née en 1815. Son père meurt quand elle a 23 ans.
Elle se marie en 1835 avec Jacques-Michel Guillot. Né en 1807 à Rouen, fils de Jacques Guillot et Victoire Suzanne Lemperière, il a soutenu en 1831 sa thèse à la faculté de médecine de Paris, avant de s'établir comme médecin à Meulan. En 1841, leur fils Henri Léon naît à Paris,.
À partir de 1838, les deux époux adoptent, dans leurs activités artistiques, le patronyme Guillot-Saguez, au point d'être parfois confondus en une seule entité, généralement masculine,. Toutefois, pour les historiens de la photographie, il ne fait pas de doute qu'Amélie Guillot-Saguez est bien l'auteure des photographies signés de ce nom,.

### Carrière
Installée à Meulan, Amélie Guillot se fait connaître comme artiste peintre au Salon de 1836 avec une Scène tyrolienne, « rendue avec esprit et d'une bonne couleur ». En 1838, son tableau, signé sous le nom de Guillot-Saguez et intitulé Mademoiselle de Sombreuil buvant un verre de sang humain pour sauver son père, est refusé au Salon. La scène fait référence à un épisode plus ou moins romancé de la vie de Marie-Maurille de Sombreuil qui aurait, pour sauver son père de la guillotine en 1792, accepté de boire un verre du sang des victimes décapitées. La toile est néanmoins présentée dans son atelier parisien du 38 rue de l'Arcade, ainsi qu'à l'Exposition publique des arts et de l'industrie de Valenciennes. Trois ans plus tard, désormais établie 25 rue du Helder, Amélie Guillot-Saguez présente au Salon Une petite mangeuse de cerises.
Vers 1844, elle ouvre à Paris un atelier de daguerréotypie, technique dont elle est l'une des premières représentantes féminines, avec Madame Gelot-Sandoz,. L'année suivante, les Guillot-Saguez quittent avec leur fils la France pour l'Italie, visitant Naples puis Rome, où ils rencontrent la communauté artistique française habituée du Caffè Greco,. Amélie Guillot-Saguez pratique surtout la photographie d'architecture, mais aussi à l'occasion le portrait, comme lorsqu'elle réalise « à l'ombre en 25 secondes » celui du prince Oscar, fils du roi du Suède, lors de son passage dans la capitale italienne en 1847. Quatre de ses épreuves réalisées en Italie seront intégrées par Henri Victor Régnault, futur président de la Société française de photographie, à sa collection personnelle. 
La même année, elle présente au Salon de Paris un tableau religieux, une Vierge à l'enfant, commandée par la reine Marie-Amélie de Bourbon, tandis que son mari fait paraître une Méthode théorique et pratique de photographie sur papier : en supprimant le premier bain de nitrate d'argent, il s'agit de simplifier le procédé du calotype — que Louis Désiré Blanquart-Evrard vient lui-même d'améliorer, à partir de l'invention brevetée par William Henry Fox Talbot en 1841,,. Bien que présentée sous le nom du Dr Guillot-Saguez, cette nouvelle technique résulte probablement des expérimentations réalisées par sa femme dans sa pratique photographique.
Après leur retour à Paris en 1849, Amélie Guillot-Saguez reprend son activité de photographe au 36, rue Vivienne. Elle présente plusieurs épreuves à l'Exposition des produits de l'industrie française, dont un portrait du pape Pie IX, celui d'un berger romain, ainsi qu'une vue du Moïse de Michel-Ange dans la basilique Saint-Pierre-aux-Liens. Ses travaux lui valent une médaille de bronze. Le rapport du jury note que « l'effet général s'unit à la finesse des détails ».  
Au début des années 1850, Amélie Guillot-Saguez continue de peindre, produisant notamment quelques copies. Son atelier de daguerréotypie est toujours mentionné dans les éditions 1851 à 1856 des annuaires du commerce — à l'adresse « passage des Panoramas, galerie de la Bourse, 5 » —, puis disparaît.  
Dans les années qui suivent, les Guillot-Saguez s'établissent en Algérie, où ils meurent successivement, elle en 1864 à Chéraga, lui en 1866 à Koléa.  

## Œuvres

### Peinture

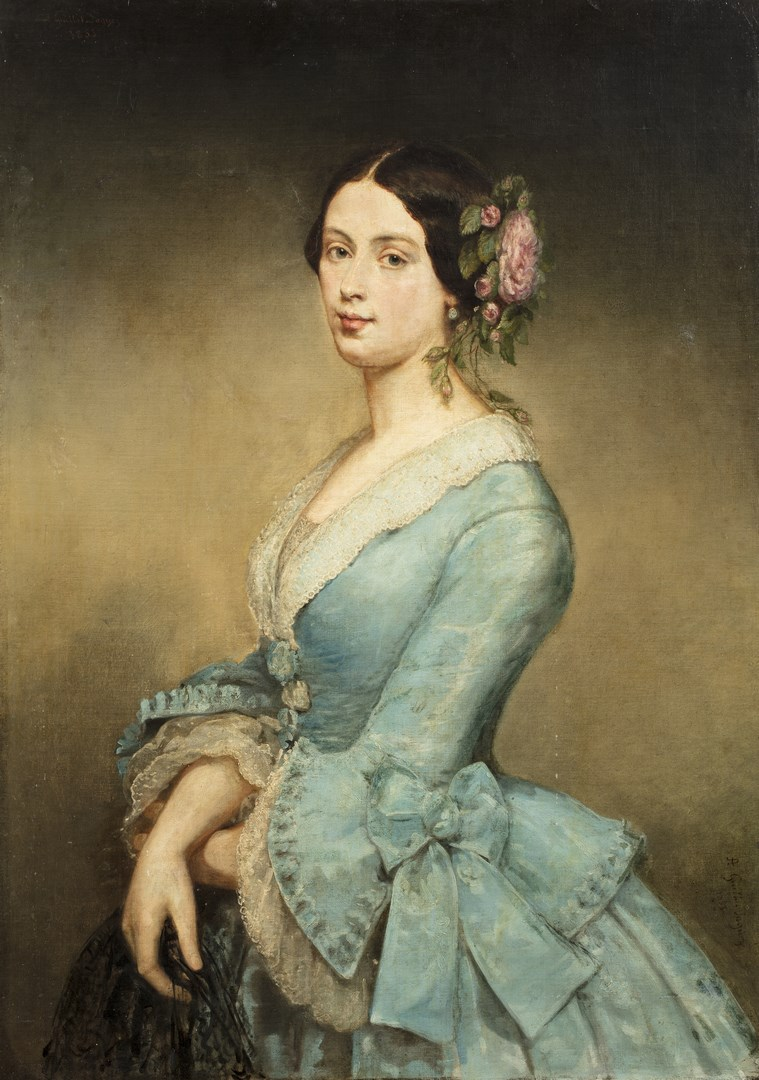
Portrait de femme à la robe bleue, 1853

- Scène tyrolienne, Salon de 1836[29], localisation inconnue.
- Mademoiselle de Sombreuil buvant un verre de sang humain pour sauver son père (ou Le Dévouement de Mademoiselle de Sombreuil), refusé au Salon de 1838, localisation inconnue.
- Portraits des petits-fils de M. le comte D., Salon de 1840, localisation inconnue.
- Une petite mangeuse de cerises, Salon de 1841, localisation inconnue.
- Christ couronné d'épines ou Ecce homo, refusé au Salon de 1842, localisation inconnue[30],[31].
- La Madone et l'enfant Jésus, avec saint Louis et sainte Amélie de Hongrie, Salon de 1847, commandé par la reine[32], affecté en 1849 à une église de Chatou, localisation actuelle inconnue[33].
- L'Adoration des bergers, d'après Palma le Vieux, vers 1852, commande pour une chapelle de Royan, localisation inconnue[34],[35].
- Portrait de femme à la robe bleue, 1853, localisation inconnue[36].
- Portrait de S.M. le roi de Bavière (copie), 1855, localisation inconnue[37].

### Photographie
- Portrait de Borghettano, 1846, localisation inconnue[38].
- Statue de Moïse par Michel-Ange dans l'église de San Pietro in Vincoli, vers 1846, Paris, École nationale supérieure des beaux-arts (inv. PH 1630)[39].
- Quatre vues de Rome, 1846-1847, album Henri Victor Régnault, Paris, Société française de photographie (inv. ALB-473)[40].
- Portrait d'une fillette, épreuve sur papier salé peinte, 1849, Washington, National Gallery of Art, Pepita Milmore Memorial Fund (inv. 2019.19.1)[41].

### Publication
- Dr Guillot-Saguez, Méthode théorique et pratique de photographie sur papier, Paris, Victor Masson, 1847, 24 p., in-8o

## Expositions
- 18 février 2010 - 2 mai 2010 : Éloge du négatif. Les débuts de la photographie sur papier en Italie, 1846-1862, Paris, Petit Palais.
- 18 février 2014 - 18 mai 2014 : Ri-conoscere Michelangelo, Florence, Galleria dell’accademia. Œuvre prêtée par la Société française de photographie[42].
- 4 octobre 2015 - 24 janvier 2016 : Qui a peur des femmes photographes ?, Paris, musée d'Orsay, musée de l'Orangerie. Œuvre prêtée par la Société française de photographie[43].
- 8 septembre 2019 - 8 décembre 2019 : The Eye of the Sun: Nineteenth-Century Photographs from the National Gallery of Art, Washington, National Gallery of Art[44].